# أكين الجلبي
أكين الجلبي (بالألمانية: Ekin Çelebi) هو لاعب كرة قدم ألماني وتركي، ولد في 6 يونيو 2000 في نورنبرغ في ألمانيا.

## وصلات خارجية
- أكين الجلبي على موقع قاعدة بيانات كرة القدم.إي يو (الإنجليزية)
- أكين الجلبي على موقع بيانات كرة القدم. دي إي (الألمانية)
- أكين الجلبي على موقع Soccerbase.com (لاعب) (الإنجليزية)
- أكين الجلبي على موقع Soccerway.com (الإنجليزية)
- أكين الجلبي على موقع عالم كرة القدم.نت (الإنجليزية)